# Opglabbeek
Opglabbeek è stato un comune belga di 9 718 abitanti, situato nella provincia fiamminga del Limburgo belga. Opglabbeek e Meeuwen-Gruitrode si sono fuse le 1/1/2019 in Oudsbergen.